# Defecation
Defecation war ein Grindcore-Projekt bestehend aus Gitarrist Mitch Harris und Schlagzeuger Mick Harris.

## Geschichte
Mick Harris, Schlagzeuger bei Napalm Death und Mitch Harris, Gitarrist bei Righteous Pigs, lernten sich im Sommer 1987 in Las Vegas kennen. Die nicht miteinander verwandten Musiker hatten zuvor bereits Briefkontakt. Innerhalb von zwei Wochen im Frühjahr 1989 wurde ein vollständiges Album geschrieben und vom 6. bis 8. März 1989 in Worcester, England, aufgenommen. Produziert wurde es von Danny Lilker und kurz darauf von Nuclear Blast veröffentlicht. 1990 wechselte Mitch Harris von den Righteous Pigs zu Napalm Death, die bei Earache Records unter Vertrag standen. Zwar hatte das Duo das zweite Album Intention Surpassed für Nuclear Blast bereits geschrieben, waren aber vertraglich an Earache gebunden. Da Nuclear Blast bereits einen Vorschuss für das zweite Album gezahlt hatte, konnte es nicht bei Earache veröffentlicht werden. Um Streitigkeiten zu vermeiden, verließ Mick Harris 1991 das Projekt und Mitch Harris gründete 1992 sein Nebenprojekt Meathook Seed. Einige der bereits geschriebenen Lieder fanden auf Utopia Banished von Napalm Death Verwendung.
Nachdem Napalm Death seinen Vertrag mit Earache erfüllt hatte, konnte Mitch Harris mit Hilfe des Produzenten Russ Russell das zweite Album aufnehmen. Ein Teil der Lieder stammte aus dem Songwriting zum nicht erschienenen zweiten Album, einen Teil schrieb Harris neu. Verzögert wurde der Prozess durch die zeitgleich stattfindenden Aufnahmen zum Napalm-Death-Album Order of the Leech. Im August 2003 erschien bei Nuclear Blast das zweite und bislang letzte Album des Projekts. Im Nachhinein bezeichnete Harris es als Fehler, ein zweites Album aufzunehmen, man hätte es mit dem einen Klassiker Purity Dilution bewenden lassen sollen.

## Diskografie
- Purity Dilution (Nuclear Blast, 1989)
- Intention Surpassed (Nuclear Blast, 2003)